# Кореневище

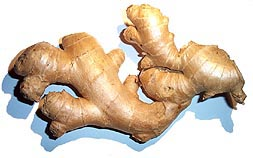
Кореневище імбиру

Кореневище (rhyzoma) – підземний, більш чи менш довговічний, видозмінений пагін багаторічних трав, чагарників, що слугує для запасання поживних речовин, вегетативного поновлення та розмноження.
Кореневище зовні схоже на корінь, але відрізняється від нього наявністю рудиментарних листків (у вигляді лусок буруватого кольору), рубців від опалих листків (інколи сухі листки лишаються на ньому), бічних і верхівкових бруньок, додаткових коренів і відсутністю кореневого чохлика.
За формою може бути довгим і тонким (пирій, осока), або коротким і товстим (щавель, півники). Щорічно із верхівкової або пазушної бруньки виростає надземний пагін (вегетативне розмноження). При подрібненні кореневища, кожна його частина з брунькою дає нову рослину. Особливо швидко відбувається вегетативне розмноження у рослин з розгалуженим кореневищем (пирій).
Кореневище наростає моноподіально (вороняче око) чи симподіально (купина). Нерідко кореневища утворюють розгалужені системи. Старі частини кореневища поступово руйнуються. Довгі кореневища зі значним річним приростом і добре вираженими міжвузлями (пирій, осока) служать більшою мірою для вегетативного розмноження та розселення, короткі кореневища з невеликим щорічним приростом та зближеними вузлами (іриси) – в основному для запасання поживних речовин.
Формування кореневища відбувається або безпосередньо в ґрунті (конвалія) – гіпогеогенні кореневища, або спочатку ростуть як надземні асимілюючі пагони, і згодом поступово занурюються в ґрунт (копитняк) – епігеогенні кореневища.